# Pardamean Baru
Pardamean Baru is een bestuurslaag in het regentschap Mandailing Natal van de provincie Noord-Sumatra, Indonesië. Pardamean Baru telt 1358 inwoners (volkstelling 2010).